# Hydaticus pictus
Hydaticus pictus är en skalbaggsart som först beskrevs av Sharp 1882.  Hydaticus pictus ingår i släktet Hydaticus och familjen dykare. Inga underarter finns listade i Catalogue of Life.